# USS Ellis (DD-154)
USS Ellis (DD–154) là một tàu khu trục thuộc lớp Wickes của Hải quân Hoa Kỳ trong giai đoạn Chiến tranh Thế giới thứ nhất, sau được cải biến thành tàu phụ trợ AG-115 vào giai đoạn cuối Chiến tranh Thế giới thứ hai. Nó là chiếc tàu chiến thứ hai của Hải quân Hoa Kỳ được đặt tên theo George Henry Ellis.

## Thiết kế và chế tạo
Ellis được đặt lườn vào ngày 8 tháng 7 năm 1918 tại xưởng tàu của hãng William Cramp & Sons ở Philadelphia, Pennsylvania. Nó được hạ thủy vào ngày 30 tháng 11 năm 1918, được đỡ đầu bởi bà E. T. Stotesbury, và được đưa ra hoạt động vào ngày 7 tháng 6 năm 1919 dưới quyền chỉ huy của Hạm trưởng, Thiếu tá Hải quân T. E. Van Metre.

## Lịch sử hoạt động
Chuyến hải hành đầu tiên của Ellis diễn ra từ ngày 16 tháng 6 đến ngày 15 tháng 8 năm 1919 là đi đến Hắc Hải đưa các viên chức của Ủy ban Thực phẩm Hoa Kỳ trong nhiệm vụ cứu trợ, và đưa các sĩ quan quân đội Anh Quốc và Hoa Kỳ đi lại giữa Constantinople, Thổ Nhĩ Kỳ; Varna, Bulgaria và Batum, Georgia. Quay trở về nhà, nó trải qua một năm thực hành dọc theo bờ Đông Hoa Kỳ và tại vùng biển Caribe. Từ ngày 29 tháng 9 năm 1920 đến ngày 16 tháng 3 năm 1921, nó nằm trong thành phần dự bị tại Charleston. Ellis đã đi lên phía Bắc để thử nghiệm tác xạ ngư lôi ngoài khơi Newport, rồi lại trở về lực lượng dự bị tại Charleston từ tháng 10 năm 1921 đến tháng 2 năm 1922. Vào ngày 27 tháng 2, nó đi đến Xưởng hải quân Philadelphia, nơi nó được cho xuất biên chế vào ngày 17 tháng 6 năm 1922.
Nhập biên chế trở lại vào ngày 1 tháng 5 năm 1930, Ellis phục vụ cùng Hạm đội Tuần tiễu dọc theo bờ Đông và ngoài khơi vùng biển Panama và Cuba; rồi từ tháng 3 đến tháng 10 năm 1932 tham gia các cuộc tập trận giữa San Diego và San Francisco. Nó được đưa về lực lượng dự bị luân phiên tại Norfolk và Boston trong các năm 1932 và 1933. Vào tháng 4 năm 1933, nó tham gia tìm kiếm khí cầu Akron, và đã tìm thấy xác đắm ngoài khơi bờ biển New Jersey. Đặt căn cứ tại New York suốt mùa Hè năm 1933, nó hộ tống cho thuyền buồm của Tổng thống đi dọc theo bờ biển New England cho đến đảo Campobello, Nova Scotia, nơi vào ngày 1 tháng 7, nó đưa Tổng thống Franklin D. Roosevelt cùng đoàn tùy tùng sang Tàu tuần dương hạng nặng Indianapolis, rồi hộ tống Indianapolis đi đến Annapolis, nơi một lần nữa Tổng thống viếng thăm Ellis vào ngày 4 tháng 7. Nó cũng tham gia huấn luyện nhân sự của Hải quân Dự bị Hoa Kỳ trước khi rời New York vào ngày 8 tháng 9 để đi đến Key West.
Trong năm tiếp theo, Ellis thực hiện chuyến đi đến Cuba, một lần nữa hộ tống cho Tổng thống, nhưng lần này trên một chiếc thuyền buồm. Đến ngày 24 tháng 10 năm 1934, nó băng qua kênh đào Panama để đặt căn cứ tại San Diego. Các hoạt động huấn luyện đã đưa nó đến tận các vùng biển Alaska và Hawaii trong một năm rưỡi tiếp theo, và đến ngày 7 tháng 6 năm 1936, nó quay trở về Miami làm nhiệm vụ huấn luyện quân nhân dự bị tại  vùng bờ Đông, cho đến khi lại được cho xuất biên chế tại Philadelphia vào ngày 16 tháng 12 năm 1936.
Ellis được cho nhập biên chế trở lại vào ngày 16 tháng 10 năm 1939, tiến hành tuần tra dọc theo bờ Đông từ các căn cứ ở Charleston và Norfolk, chủ yếu tập trung vào việc chống tàu ngầm. Từ ngày 22 tháng 6 đến ngày 21 tháng 7 năm 1941, nó lên đường từ Newport hộ tống các tàu vận tải chuyển quân đưa lực lượng Thủy quân Lục chiến chiếm đóng Iceland, và một tháng sau đã khởi hành đi Argentia, Newfoundland cho nhiệm vụ hộ tống đến Iceland và điểm hẹn gặp giữa đại dương.
Định kỳ quay trở lại Boston để tiếp liệu và sửa chữa, Ellis thi hành nhiệm vụ này cho đến tháng 3 năm 1942, khi tầm hoạt động mở rộng đến quần đảo Virgin. Nó hộ tống các đoàn tàu vận tải ven biển; và vào ngày 15 tháng 7 năm 1942 đã tấn công một tàu ngầm ngoài khơi mũi Hatteras. Từ tháng 10 năm 1942 nó còn hộ tống các đoàn tàu vận tải trên tuyến giữa Trinidad và Brasil; và vào tháng 3 năm 1943 được phân công hộ tống vận tải vượt Đại Tây Dương. Vào ngày 12 tháng 10 năm 1942, Ellis cứu vớt và bắt làm tù binh thủy thủ Đức duy nhất còn sống sót từ chiếc tàu ngầm U-512, vốn bị trôi dạt trên một chiếc bè trong mười ngày.
Từ ngày 20 tháng 3 đến ngày 25 tháng 6 năm 1943, Ellis hộ tống hai đoàn tàu chở dầu ưu tiên chở dầu từ Aruba đến Bắc Phi, rồi hộ tống tàu chuyển quân đến Derry. Từ tháng 8 đến tháng 11, nó hai lần bảo vệ cho các tàu sân bay hộ tống vận chuyển máy bay Lục quân đến Ireland và Bắc Phi. Nó đã hộ tống cho chiếc Abraham Lincoln đi đến Azores vào tháng 1 năm 1944, và đang khi tuần tra tại đây đã cứu vớt hai phi công Anh bị rơi. Quay trở lại nhiệm vụ hộ tống vận tải đến Bắc Phi, Ellis thực hiện hai chuyến đi đến bờ biển phía Đông của Casablanca, Algiers và Bizerte từ tháng 2 đến tháng 6. Vào ngày 11 tháng 5 ngoài khơi Bizerte, nó bị bốn máy bay ném bom tấn công, nhưng chiếc tàu khu trục đã góp phần bắn rơi ba chiếc và đánh đuổi chiếc thứ tư.
Trong thời gian còn lại của chiến tranh, Ellis bảo vệ cho các tàu sân bay trong nhiệm vụ huấn luyện phi công, thử nghiệm với máy bay ném bom-ngư lôi, từng thực hiện hai chuyến đi hộ tống đến Recife, Brazil. Nó được cho ngừng hoạt động tại Norfolk vào ngày 31 tháng 10 năm 1945, và bị bán để tháo dỡ vào ngày 20 tháng 6 năm 1947.

## Phần thưởng
Ellis được tặng thưởng một Ngôi sao Chiến trận do thành tích phục vụ trong Thế Chiến II.